# Кириллов, Андрей Александрович (богослов)
Андре́й Алекса́ндрович Кири́ллов (1854—1922) — русский богослов, публицист и краевед.

## Биография
Учился в Новгородской ДС (1875). Воспитанник Санкт-Петербургской духовной академии (1879), инспектор Донской духовной семинарии.
Основные богословские работы Кириллова посвящены таинству евхаристии:
- статья «Догматическое учение о таинстве Евхаристии в творениях св. Иоанна Златоуста» (Христианское чтение. Санкт-Петербург, 1896. Вып. 1. С. 26-52; вып. 3. С. 545—572),
- статья «Догматическое учение о таинстве Евхаристии в творениях св. Ефрема Сирина» (Богословский вестник. Сергиев Посад, 1896. Т. 4. № 11. С. 167—193),
- статья «Догматическое учение о таинстве Евхаристии в творениях св. Афанасия Великого» (Богословский вестник. Сергиев Посад, 1902. Т. 3. № 12. С. 461—477),
- книга «Догматическое учение о таинстве евхаристии в творениях двух катехизаторов IV века, святых Кирилла Иерусалимского и Григория Нисского» (Новочеркасск, 1898).

Кириллову принадлежат также:
- «Перст Божий. Сборник назидательных сказаний из современной жизни» (6 вып.);
- «Донская епархия в её настоящем положении» (Новочеркасск, 1896);
- «Старочеркасский Ефремовский женский монастырь Донской епархии» (Новочеркасск, 1897).